# Gare des Ardoines
Ne doit pas être confondu avec Les Ardoines (métro de Paris).
La gare des Ardoines est une gare ferroviaire française de la ligne de Paris-Austerlitz à Bordeaux-Saint-Jean, située sur le territoire de la commune de Vitry-sur-Seine, dans le département du Val-de-Marne en région Île-de-France.
Mise en service en 1977, c'est une gare de la Société nationale des chemins de fer français (SNCF) desservie par les trains du RER C.

## Situation ferroviaire
Établie à 33 mètres d'altitude, la gare des Ardoines est située au point kilométrique (PK) 7,408 de la ligne de Paris-Austerlitz à Bordeaux-Saint-Jean, entre les gares de Vitry-sur-Seine et de Choisy-le-Roi.
La gare est proche du dépôt des Ardoines, accessible par une passerelle.

## Histoire
La gare des Ardoines est mise en service le 25 septembre 1977 par la Société nationale des chemins de fer français (SNCF),.

## Fréquentation
De 2015 à 2022, selon les estimations de la SNCF, la fréquentation annuelle de la gare s'élève aux nombres indiqués dans le tableau ci-dessous.

| Année     | 2015      | 2016      | 2017      | 2018      | 2019      | 2020      | 2021      | 2022      |
| --------- | --------- | --------- | --------- | --------- | --------- | --------- | --------- | --------- |
| Voyageurs | 2 462 788 | 2 525 837 | 2 578 806 | 2 586 453 | 2 591 321 | 1 011 006 | 1 871 348 | 2 139 277 |

## Service des voyageurs

### Accueil
La gare dispose d'un guichet Transilien ouvert tous les jours de 6 h 30 à 13 h et de 13 h 30 à 20 h. De plus, elle est équipée d'automates pour l'achat de titres de transport Transilien et du système d'information sur les horaires des trains en temps réel.
Un passage souterrain mis en service en décembre 2019, remplaçant l'ancienne passerelle, permet l'accès aux quais par des escalators et le passage sous les voies. Il permettra ultérieurement l'accès à la station de métro.

### Desserte
La desserte de la halte est assurée par les trains de la ligne C du RER. Ces trains sont généralement omnibus et en provenance ou direction de Pontoise/Montigny Beauchamp ou Juvisy.

### Intermodalité
La gare est desservie par les lignes 182 et 382 du réseau de bus RATP et, la nuit, par la ligne N133 du réseau de bus Noctilien.

Installations et desserte de la halte
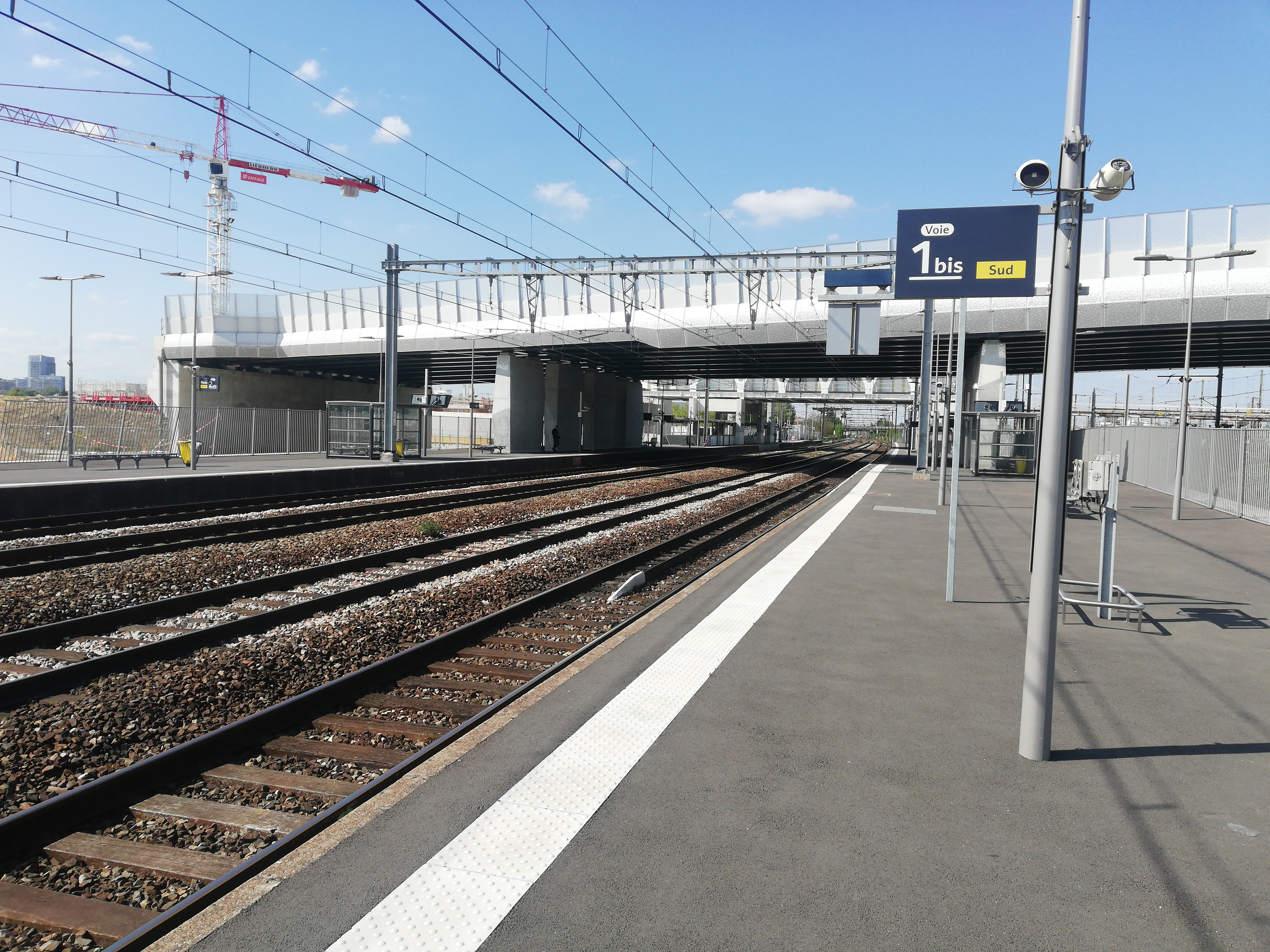
Vue vers Paris.
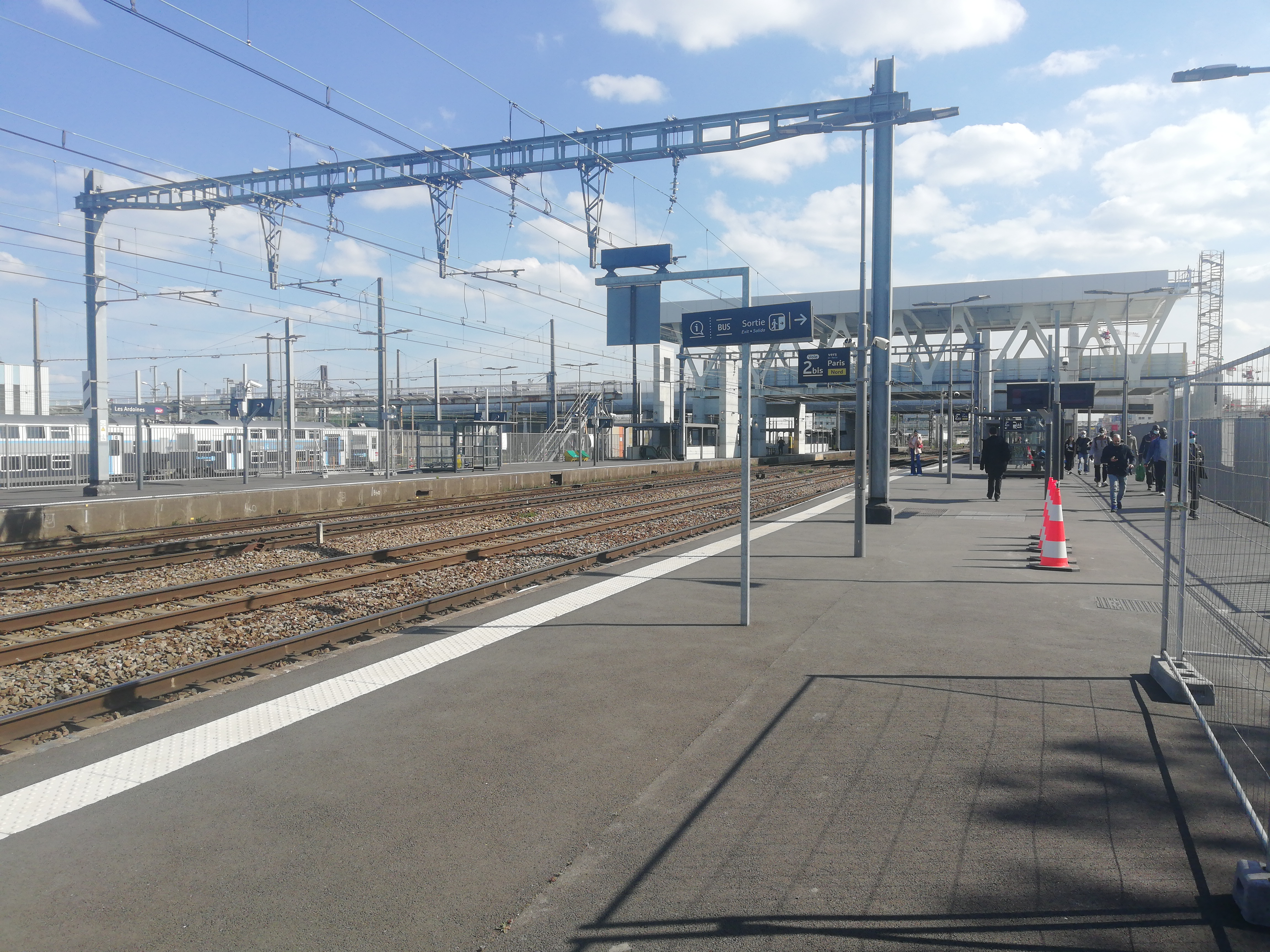
Vue du dépôt depuis le quai pour Paris.
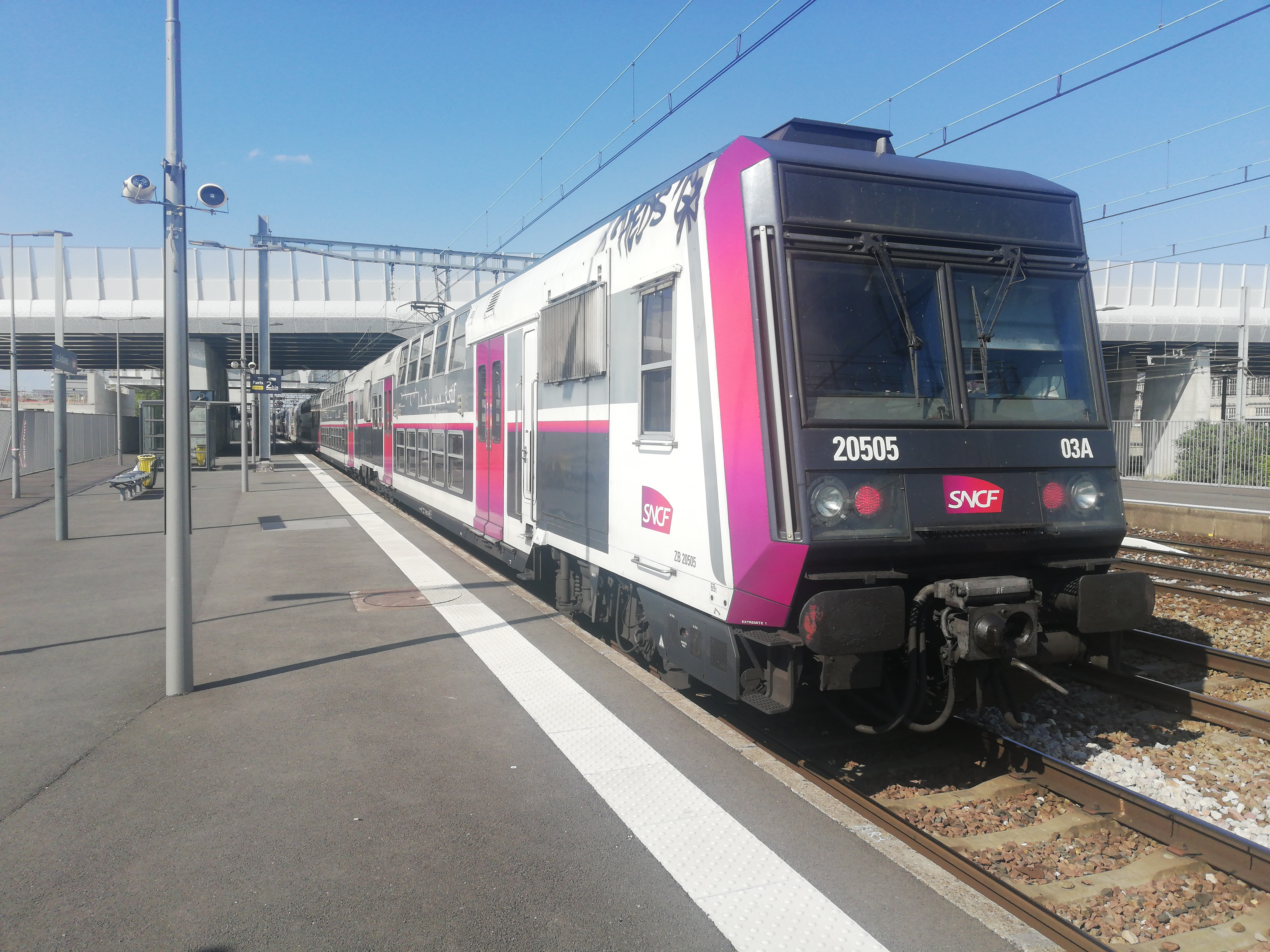
Desserte.
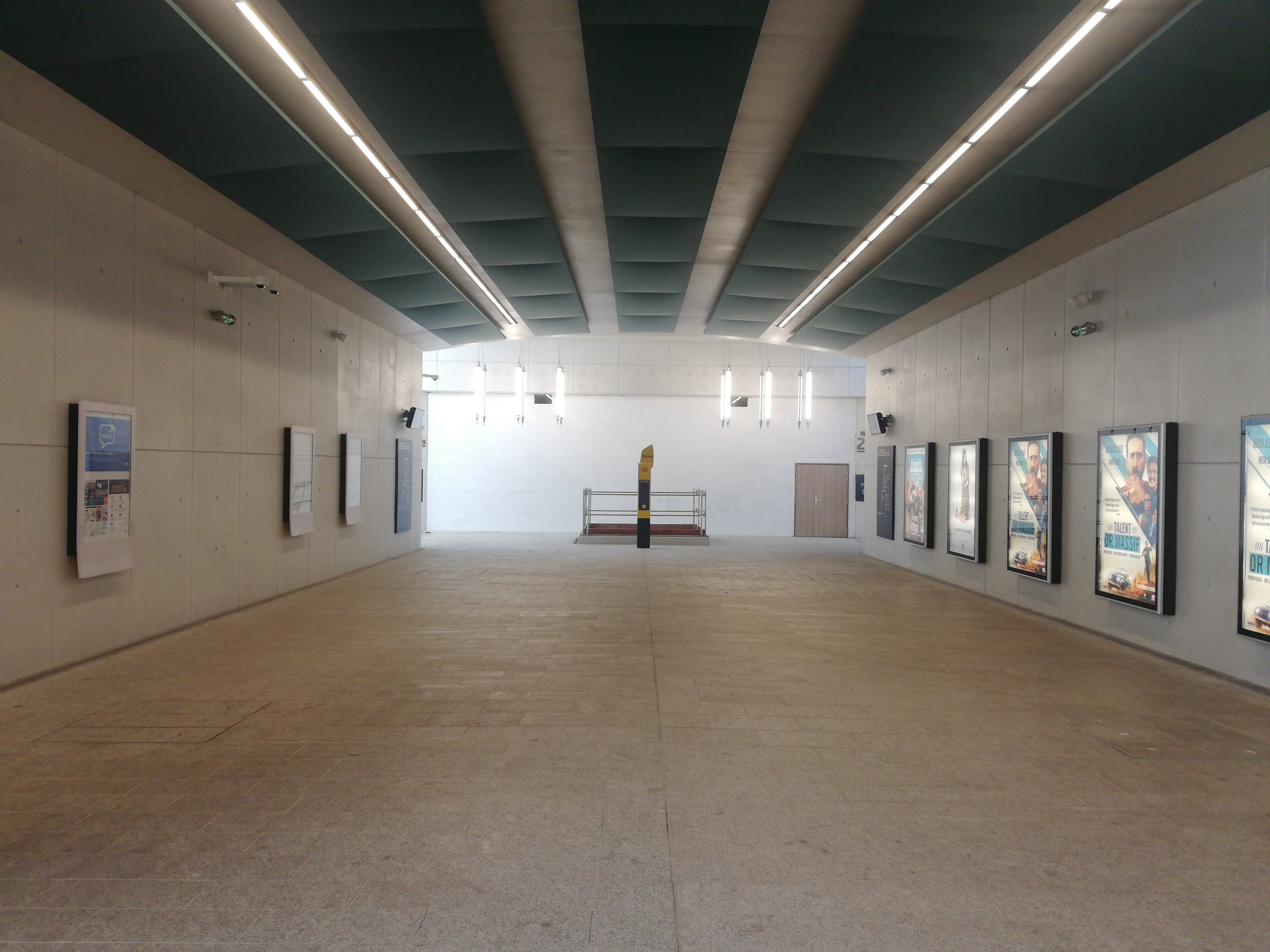
Passage souterrain.

## Projets
Cette gare est susceptible de devenir à moyen terme un nœud de correspondance à une date fixée initialement à l'horizon 2022, où elle devrait aussi accueillir une gare souterraine de la ligne 15 du Grand Paris Express,,. Elle sera implantée entre la rue Léon Geffroy et les voies du RER. Ses quais seront à une profondeur de −24 m. La conception de la gare est confiée à l'agence d'architectes Valode & Pistre. En septembre 2018, l'échéance de 2022 est reportée au premier semestre 2025. Cependant, le nouveau passage souterrain mis en place en mai 2018 qui servira à terme de correspondance entre le RER C et la ligne 15 du Grand Paris Express a été mis en service le 19 décembre 2019 par SNCF Réseau pour les voyageurs du RER C et la passerelle existante démontée,.
En outre, une station de la ligne 5 du T Zen y est prévue.
Un prolongement ultérieur de la ligne 10 du métro après 2030 est souhaité jusqu'à la gare des Ardoines au lieu de la mairie de Vitry afin de réaliser une connexion avec la future ligne 15 du métro, la future ligne 5 du T Zen et la ligne C du RER. Or les élus souhaitent une mise en service autour de 2030. Le SDRIF 2030 adopté en octobre 2013 liste la réalisation de ce projet parmi d'autres prolongements pour l'après 2030.
Une mise à six voies est envisagée, permettant de maintenir l'accès à la gare même si les voies bis (à l'extérieur) sont indisponibles et d'augmenter le niveau de desserte, en lien avec la correspondance de la ligne 15 du Grand Paris Express.